# 太刀流
太刀流（たちりゅう）は薩摩藩に伝承した剣術の一派。傑山流、鳥越流ともいう。また、しばしば大刀流とも表記されることがある。示現流とは密接な関係にある。分派に常陸流、飛太刀流がある。示現流や薬丸自顕流の陰に隠れて一般には無名の流派であるが、薩摩藩内では大変栄えた流派であり、幕末に活躍した門弟も多く出ている。

## 創始家・田中家
福島家浪人の田中雲右衛門は、早太刀の術（長い刀を素早く抜く技）を得意としていた。雲右衛門は近江源氏の佐々木氏を称し、その刀術を佐々木氏家伝の佐々木盛綱流儀の末流であるとして、太刀流と号した。上方で浪人していたところ、同じ佐々木源氏一族で薩摩藩士の田中伊豆の紹介で島津家久に仕えることとなった。

また、示現流の開祖・東郷重位とは親交があり、互いに技を教えあったと伝えられる。
雲右衛門の子、田中盛親（傑山）ははじめ家伝の技を学ばず、伊勢貞由（伊勢松浦之丞）に松浦流を学んだ。

貞由は東郷重位の高弟だった本田親純に示現流を学んでいた。しかしながら本田は師の重位と不仲で破門されており、また伊勢貞由の示現流は東郷家の示現流とは異同があったため「松浦流」とも呼ばれていたのである。
田中傑山は松浦流の達人となり、父の雲右衛門に勝負を挑んだが、まったく歯が立たなかったため、ようやく家伝の剣術を学ぶことになった。

そうして傑山は松浦流とともに家伝の太刀流を極め、その剣名は薩摩藩内で大きく高まった。そのためこの流派は傑山流とも呼ばれた。
傑山の後の太刀流の道統は、子の田中喜兵衛が継いだが早死し、次男の喜伯がその跡を継いだが、故あって絶家する。太刀流は弟の子孫が継ぎ、その3代目で傑山の外孫の喜助が1773年（安永2年）に稽古所の師範の一人になった。

## 弟子や分流
太刀流は示現流の東郷家からは異端とされてしまったが、傑山の下には多くの弟子が集まった。しかし、和田助貞（和田源太兵衛）は「常陸流」を、大脇主右衛門や小野郷右衛門は「飛太刀流」を称したように、高弟の多くは独立し、独自に技を変え、新たに流儀を開き、4人とも演武館師範となった。
田中傑山の高弟の大山貞政（大山角四郎）も宗家の田中喜助と同様に1773年（安永2年）に稽古所の師範の一人になった。また、貞政の子の大山綱章（大山角太郎）も演武館師範となった。
幕末における著名な太刀流の師範として、島津斉彬時代の郡奉行でもあった大山後角右衛門がいる。大山後角右衛門は、大山貞政の子孫である。

この他の幕末の太刀流門弟には、西郷隆盛、河野主一郎、山野田一輔、村田経芳等がいる。